# CD Imperio
Der Club Deportivo Imperio, verkürzt auch als Club Imperio bezeichnet, ist ein mexikanischer Sportverein im Bezirk La Experiencia in Zapopan, Jalisco. Seine wichtigste Sektion ist die Fußballabteilung, der eine herausragende Bedeutung als Talentschmiede zukommt; denn obwohl der Verein nie im Profifußball engagiert war, hat er mehr als 100 Spieler hervorgebracht, die später als Fußballprofis in der mexikanischen Primera División aktiv waren. Sieben von ihnen waren WM-Teilnehmer und sechs von ihnen bestritten sogar mindestens ein WM-Spiel.

## Geschichte
Der Verein wurde am 12. Juni 1918 von Antonio Santacruz Chávez in dem von Industrie geprägten Stadtviertel La Experiencia im Norden der Stadt Zapopan gegründet. Der Stadtteil selbst entstand 1851 durch die Ansiedlung einer Spinn- und Webfabrik, die den Namen La Experiencia trug. Die Geschichte des im Umfeld der Fabrik entstandenen, gleichnamigen Viertels und des 1918 gegründeten Sportvereins Imperio ist eng mit der Industrialisierung dieser Region im Nordwesten des Großraums von Guadalajara verbunden.
Das Gelände der ehemaligen Fabrik, die gemäß einer anderen Quelle den Namen Industrias Textilas de Occidente trug, ist heute in zwei Bereiche unterteilt: auf der einen Seite befindet sich eine Schuhfabrik und auf der anderen Seite der Campo Deportivo Imperio, der Sportplatz des Club Imperio.

## WM-Teilnehmer des Club Imperio
Weit mehr als 100 Spieler aus seinem Nachwuchsbereich haben später Karriere als Fußballprofi gemacht. Darüber hinaus fand zwischen 1950 und 1966 keine Fußball-Weltmeisterschaft ohne aktive Teilnahme von mindestens einem Spieler aus der Jugend des CD Imperio statt.
José „Chepe“ Naranjo machte 1950 den Anfang und war der erste Spieler aus dem Nachwuchs der Imperialistas, der für eine WM nominiert wurde. Der Offensivspieler bestritt das zweite Spiel der Mexikaner gegen Jugoslawien (1:4) und das dritte Spiel gegen die Schweiz (1:2).
Die erfolgreichste WM aus Sicht des Vereins war 1954, als gleich drei seiner ehemaligen Spieler gemeinsam beide Begegnungen der mexikanischen Nationalmannschaft absolvierten. Naranjo (diesmal als Kapitän), Alfredo „Pistache“ Torres und Raúl „Pina“ Arellano waren drei von fünf Offensivspielern, die gegen Brasilien (0:5) und Frankreich (2:3) eingesetzt wurden. Drei Stammspieler aus dem Nachwuchsbereich eines Amateurvereins bei einer einzigen WM dürften mit Sicherheit rekordverdächtig sein.
Bei den Fußball-Weltmeisterschaften 1958 und 1962 bestritt José „Jamaicón“ Villegas jeweils das erste Spiel der Mexikaner: 1958 gegen Gastgeber Schweden (0:3) und 1962 gegen den amtierenden und seinen Titel erfolgreich verteidigenden Weltmeister Brasilien (0:2). Ferner hat Villegas noch einen Rekord aufgestellt, den er sich mit seinem ehemaligen Mannschaftskameraden Sabás Ponce teilt: gemeinsam wurden sie zwischen 1957 und 1970 mit ihrem Verein Chivas Guadalajara insgesamt achtmal mexikanischer Meister. So viele Meistertitel hat kein anderer Spieler in Mexiko vorzuweisen.
Außerdem gehörte Felipe „Pipis“ Ruvalcaba bei den Fußball-Weltmeisterschaften 1962 und 1966 zum mexikanischen Aufgebot, kam aber nicht zum Einsatz. Ganz im Gegensatz zu Magdaleno Mercado und Ernesto „Tetos“ Cisneros, die 1966 ebenfalls nominiert waren und das letzte Vorrundenspiel gegen Uruguay (0:0) gemeinsam bestreiten durften, nachdem Mercado bereits im ersten Gruppenspiel gegen Frankreich (1:1) mitgewirkt hatte.